# Учительський провулок (Київ)
Учительський прову́лок — провулок у Солом'янському районі міста Києва, селище Жуляни. Пролягає від вулиці Сергія Колоса до кінця забудови (згідно рішення з найменування - від вулиці Морських піхотинців до вулиці Князів Ґедиміновичів). Прилучається Вчительська вулиця

## Історія
Провулок виник у 2010-х роках. Назва — з 2015 року